# Bacelar de Vasconcelos
Pedro Carlos da Silva Bacelar de Vasconcelos (4 de dezembro de 1951) é um deputado e político português. Ele é deputado à Assembleia da República na XIV legislatura pelo Partido Socialista. Possui um doutoramento em Direito.